# Soga (peuple)
Pour les articles homonymes, voir Soga.

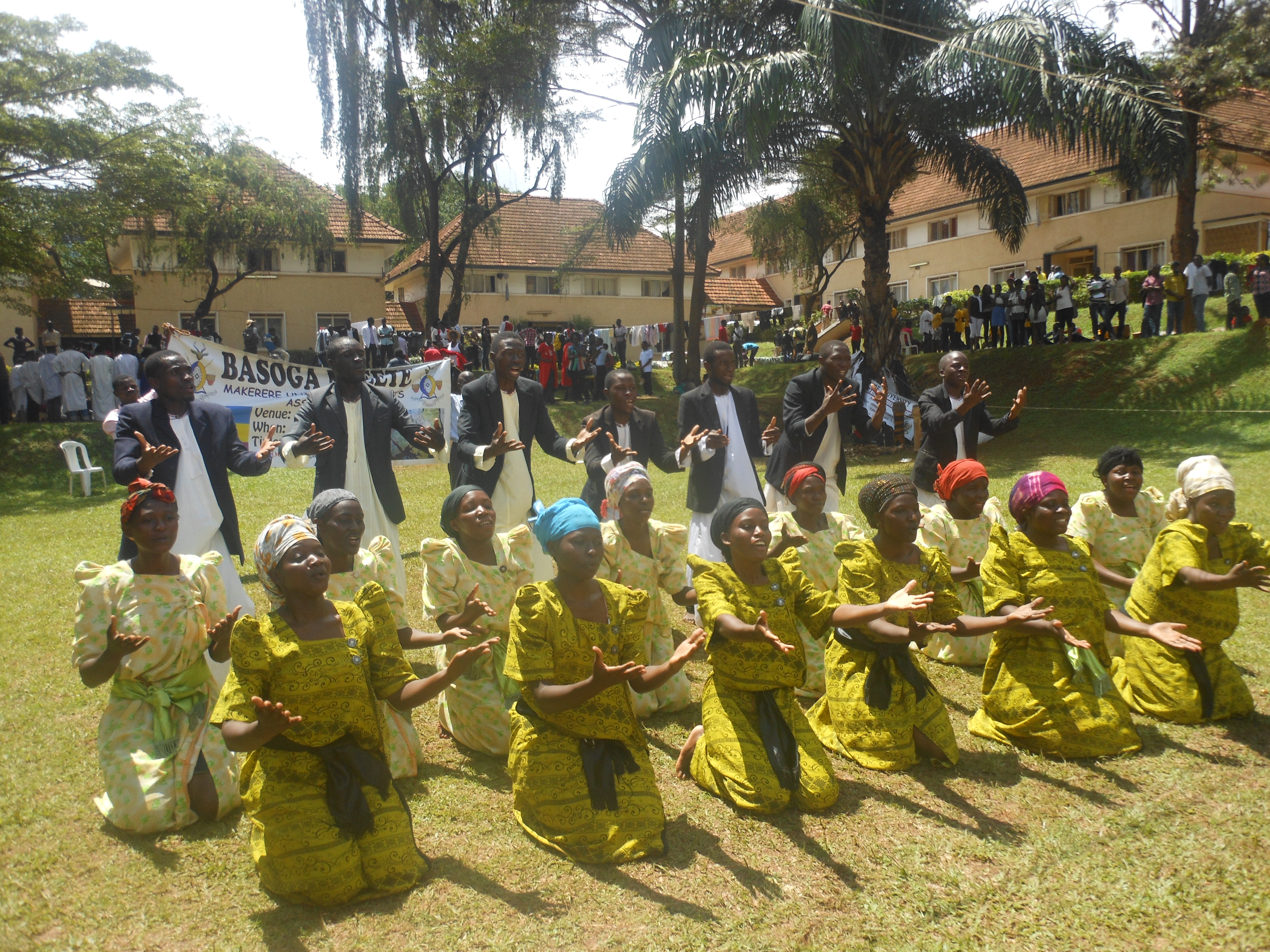
Basoga en kanzu et gomesi présentant un poème

Les Soga sont une population bantoue d'Afrique de l'Est vivant au sud-est de l'Ouganda, entre le lac Kyoga, le Nil, le lac Victoria et la rivière Mpologoma. L'une des plus importantes communautés du pays, ils représentent environ 8 % de la population totale. 

## Ethnonymie
Selon les sources et le contexte, on observe différentes formes : Basoga, Basoge, Busoga, Lusoga, Ouassoga, Sogas, Wasoga.

## Langues
Leur langue est le soga (ou lusoga), une langue bantoue, dont le nombre de locuteurs était estimé à 2 060 000 en 2002. L'anglais et le ganda sont également utilisés.

### Documents sonores
- Regional anthology. Uganda (Ganda & Soga) (enregistrement Hugh Tracey), Kaleidophone, Traditional Music Documentation Project, Washington D.C., 1972 (cassette audio)